# Samanes de Aragua
Los Samanes de Aragua, también conocidos como El Gigante de Aragua, son un equipo profesional de béisbol de Venezuela con sede en Maracay, Aragua. Compiten en la Liga Mayor de Béisbol Profesional (LMBP) y disputan sus partidos como locales en el Estadio José Pérez Colmenares.
El equipo fue fundado en Aragua en 2021 como Samanes de Aragua, uno de los 6 miembros fundadores de la LMBP, junto a Marineros de Carabobo, Senadores de Caracas, Guerreros de Caracas, Líderes de Miranda y Lanceros de La Guaira.
En el año 2021 el equipo cosechó 14 victorias y 15 derrotas en 29 partidos quedando en el 4° lugar, quedando a solo una victoria de nivelar su participación en la liga, sin embargo, el último partido contra Lanceros de La Guaira no se realizó debido a que el equipo ya estaba clasificado con dos partidos de ventaja sobre Líderes de Miranda y este no afectaría las posiciones de los equipos. Los Samanes jugaron las semifinales contra el 1°lugar de la Liga Los Marineros de Carabobo, los verdes cayeron en cuatro juegos y solo pudieron ganar un encuentro quedando el global 3 a 1 a favor de Marineros.
Para la temporada 2022, los Lanceros de La Guaira se retiraron de la liga, y a su vez se incorporaron 3 nuevos equipos: Caciques del Distrito, Centauros de la Guaira, y Delfines de la Guaira. Ampliándose así a 8 participantes en esta edición de la liga, que vio a los Samanes jugar para .500 tras lograr 21 victorias por igual número de derrotas y pese a mejorar el registro de la temporada pasada en la cual jugaron para .483 el equipo verde quedó relegado al 5° lugar a 2 juegos de Líderes de Miranda.

## Símbolos
El Samán es el árbol emblemático de la ciudad de Maracay y del estado Aragua, razón por la cual el equipo adoptó el nombre y usa en su logo el Árbol de Samán, además de adoptar el color verde.
El equipo Aragüeño es junto a Marineros de Carabobo, Senadores de Caracas, y líderes de Miranda, los únicos equipos que mantienen intacta su identidad desde su fundación en 2021.

## Jugadores
| Pitchers | Pitchers            | Pitchers | Pitchers | Pitchers | Pitchers   | Pitchers            | Pitchers | Pitchers               |
| #        | Nombre              | Batea    | Lanza    | Altura   | Peso (Lbs) | Fecha de nacimiento | Edad     | Lugar de nacimiento    |
| -------- | ------------------- | -------- | -------- | -------- | ---------- | ------------------- | -------- | ---------------------- |
| 25       | Acosta, Melvi       | R        | R        | 6'1      | 215        | 06/02/1995          | 27       | Guiria,Venezuela       |
| 17       | Barrios, Wilser     | R        | R        | 6'2      | 160        | 03/21/1998          | 24       | Valencia,Vzla          |
| 28       | Blanco, Fabián      | L        | L        | 6'0      | 205        | 12/22/1997          | 25       | Pueblo Nuevo,Venezuela |
| 34       | Campos, Vicente     | R        | R        | 6'3      | 230        | 07/27/1992          | 30       | La Guaira,Vzla         |
| 57       | Carrillo, Francisco | R        | R        | 6'0      | 190        | 03/15/1990          | 33       | Maracay,Venezuela      |
| 75       | Gorrin, Javier      | R        | R        | 6'0      | 170        | 06/27/1991          | 31       | Villa de Cura,VZLA     |
| 14       | Guzmán, José        | R        | R        | 0'0      | 0          | 10/10/2002          | 20       | Maracay ,Venezuela     |
| 28       | Guzmán, Luis        | L        | L        | 6'1      | 180        | 02/27/1996          | 26       | Caracas,Venezuela      |
| 63       | Larez, Víctor       | R        | R        | 6'3      | 160        | 05/28/1987          | 35       | Cumana,Vzla            |
| 11       | López, Frank        | R        | R        | 6'1      | 170        | 04/23/2001          | 21       | Yaracuy,Vzla           |
| 31       | Medina, Jhondaniel  | R        | R        | 5'11     | 218        | 02/08/1993          | 30       | Maracay,Venezuela      |
| 35       | Morris, Akeel       | R        | R        | 6'1      | 205        | 11/14/1992          | 30       | St. Thomas, U.S        |
| 97       | Peluffo, Jhon       | R        | R        | 6'3      | 140        | 06/16/1997          | 25       | Cartagena,Colombia     |
| 32       | Querecuto, Juan     | R        | R        | 6'2      | 175        | 09/21/2000          | 22       | Barquisimeto,Venezuela |
| 27       | Rodríguez, Wuilder  | R        | R        | 6'2      | 180        | 01/21/1993          | 29       | Pto. Cabello,Vzla      |
| 30       | Sumoza, Christian   | R        | R        | 5'10     | 164        | 11/18/2000          | 22       | Villa Cruz,Venezuela   |
| 37       | Teller, Carlos      | L        | L        | 5'11     | 180        | 10/03/1986          | 36       | Managua,Nicaragua      |
| 8        | Urriola, Elvis      | L        | L        | 5'11     | 180        | 09/09/1997          | 25       | Valencia,Venezuela     |

| Cácheres | Cácheres          | Cácheres | Cácheres | Cácheres | Cácheres   | Cácheres            | Cácheres | Cácheres                      |
| #        | Nombre            | Batea    | Lanza    | Altura   | Peso (Lbs) | Fecha de nacimiento | Edad     | Lugar de nacimiento           |
| -------- | ----------------- | -------- | -------- | -------- | ---------- | ------------------- | -------- | ----------------------------- |
| 78       | González, Alfredo | R        | R        | 6'0      | 220        | 07/13/1992          | 30       | Santa Teresa del Tuy,Venezuel |
| 21       | Manzanero, Pabel  | R        | R        | 6'3      | 236        | 01/30/1996          | 26       | Palo Negro, Venezuela         |
| 51       | Monsalve, Álex    | R        | R        | 6'2      | 225        | 04/22/1992          | 30       | Boqueron,Vzla                 |

| Infielders | Infielders        | Infielders | Infielders | Infielders | Infielders | Infielders          | Infielders | Infielders             |
| #          | Nombre            | Batea      | Lanza      | Altura     | Peso (Lbs) | Fecha de nacimiento | Edad       | Lugar de nacimiento    |
| ---------- | ----------------- | ---------- | ---------- | ---------- | ---------- | ------------------- | ---------- | ---------------------- |
|            | Ascanio, Rayder   | R          | R          | 5'11       | 155        | 03/17/1996          | 26         | Mariara,Venezuela      |
| 1          | Bidau, Juan       | R          | R          | 5'9        | 155        | 12/29/1999          | 23         | Caracas,Venezuela      |
| 6          | Callaspo, Alberto | B          | R          | 5'8        | 210        | 04/19/1983          | 39         | Maracay,Venezuela      |
| 24         | Cuthbert, Cheslor | R          | R          | 6'1        | 205        | 11/16/1992          | 30         | Corn Island,Nicaragua  |
| 54         | García, Edwin     | R          | R          | 6'1        | 185        | 03/01/1991          | 32         | Mariara,Venezuela      |
| 4          | López, Deiner     | B          | R          | 6'0        | 165        | 05/30/1994          | 28         | Santa Bárbara,Vzla     |
| 58         | Mendoza, Yonathan | B          | R          | 5'11       | 167        | 02/10/1994          | 29         | Quibor, Lara,Venezuela |

| OutFielders | OutFielders      | OutFielders | OutFielders | OutFielders | OutFielders | OutFielders         | OutFielders | OutFielders                  |
| #           | Nombre           | Batea       | Lanza       | Altura      | Peso (Lbs)  | Fecha de nacimiento | Edad        | Lugar de nacimiento          |
| ----------- | ---------------- | ----------- | ----------- | ----------- | ----------- | ------------------- | ----------- | ---------------------------- |
| 23          | Carrizales, Omar | L           | L           | 6'0         | 175         | 01/30/1995          | 27          | Maracay,Vzla                 |
| 7           | Díaz, Eduardo    | R           | R           | 6'2         | 175         | 07/19/1997          | 25          | Valle de la Pascua,Venezuela |
| 3           | Linares, Brandon | R           | R           | 6'0         | 165         | 08/14/2000          | 22          | Valencia,Vzla                |
| 12          | Martínez, Rafael | B           | R           | 5'11        | 170         | 09/20/2001          | 21          | San Felipe,Venezuela         |
|             | Pomare, Derwin   | R           | R           | 5'11        | 160         | 05/11/1995          | 28          | San Andrés,Colombia          |
| 24          | Reyes, Ángel     | R           | R           | 6'0         | 175         | 05/06/1995          | 28          | Barcelona,Venezuela          |
| 16          | Tocci, Carlos    | R           | R           | 6'2         | 180         | 08/23/1995          | 27          | Maracay,Vzla                 |
| 15          | Valera, Breyvic  | B           | R           | 5'11        | 190         | 01/08/1992          | 31          | Montalban,Venezuela          |

Nota:
L: Batea a la Izquierda, R: Batea a la Derecha B: Batea Ambas